# Zyperntürken

Das historische Siedlungsgebiet der Zyperntürken bis 1974 (violett) laut CIA

Zyperntürken (türkisch Kıbrıs Türkleri) sind eine regionale Gruppe der türkischen Ethnie, die auf der Mittelmeerinsel Zypern leben. Sie leben heute größtenteils in der Türkischen Republik Nordzypern und bilden dort den größten Teil der Bevölkerung.
Die Zahl der Zyperntürken wird auf 1.250.000 geschätzt: 500.000 in der Türkei, 300.000 im Vereinigten Königreich, etwa 314.000 in der Türkischen Republik Nordzypern, 120.000 in Australien, 10.000 in Nordamerika, 2.000 in der Republik Zypern, 2.000 in Deutschland und weitere 6.000 in anderen Ländern.

## Sprache und Religion
Die Zyperntürken gehören zu etwa 99 % dem sunnitischen Islam an. Daneben gibt es auch eine kleine alevitische Minderheit. Als Sprache verwenden die Zyperntürken einen Dialekt des Türkischen.

## Diaspora
Ab 1955 verließen viele Zyperntürken aus wirtschaftlichen und politischen Gründen die Insel; ihre Einwanderungsziele waren die Türkei, Großbritannien und Australien. Durch die Isolation und Handelsembargos gegen die Türkische Republik Nordzypern stoppten die Auswanderungen nicht. Eine genaue Zahl der Zyperntürken, die außerhalb der Insel leben, ist nicht bekannt, jedoch leben mehr Zyperntürken im Ausland als auf Zypern selbst.

## Benennung
Gelegentlich wurden früher die Zyperntürken als Zyprer, die Zyperngriechen hingegen als Zyprioten bezeichnet. Mittlerweile ist generell die Bezeichnung Zyprer für beide Volksgruppen üblich. Keine dieser Bezeichnungen enthält eine abwertende Nuance.